# Frederick Sheffield
Frederick Sheffield, ameriški veslač, * 26. februar 1902, New York, † 8. maj 1971, Wilton, Connecticut.
Sheffield je za Združene države Amerike nastopil kot član osmerca na Poletnih olimpijskih igrah 1924 v Parizu. Ameriški čoln je tam osvojil zlato medaljo.